# عرب جبور
عرب الجبور بلدة عراقية ريفية تقع جنوب بغداد شمال قضاء المحمودية، يبلغ عدد سكانها 17,000 نسمة.